# Maria Sten
Maria Sten (* 29. Oktober 1989 in Kopenhagen) ist eine dänische Schauspielerin, Autorin und Regisseurin. Bekannt ist sie in Deutschland vor allem wegen ihrer Rolle als Frances Neagley in der Serie Reacher des Streaming-Anbieters Prime Video.

## Leben
Sten wurde in Kopenhagen als Tochter der dänischen Malerin Nina Sten-Knudsen mit schwedischen Wurzeln und einem kongolesischen Vater geboren. Sie hat acht Geschwister (einen Bruder, vier Schwestern, zwei Stiefschwestern und eine nicht verwandte Schwester). Sie wuchs mit nur einer der Schwestern auf, einer älteren Schwester, die das einzige weitere Kind ihrer Mutter war.
Mit 18 Jahren zog Sten nach New York City in die U.S.A., um eine Karriere in der darstellenden Kunst zu verfolgen.

## Filmografie (Auswahl)
- 2018: Channel Zero
- 2019: Swamp Thing
- seit 2022: Reacher